# 拜城县
拜城县（維吾爾語：باي ناھىيىسى‎）是中国新疆维吾尔自治区阿克苏地区所辖的一个县。区域总面积为15889平方公里，人口約23万人。目前中国天然气产量最大的气田克拉2气田（年产量超过110亿立方米）即位于拜城境内。

## 历史
汉时为姑墨国、龟兹国地，归西域都护统领。光绪八年（1882年）两地合建拜城县，隶属温宿直隶州。

## 人口
2020年末，根據全國第七次人口普查數據顯示：全县常住人口为231113人。

## 地理環境
此地區為群山環抱的帶狀盆地。整個區域內是西北高，東南低，北部為天山山脈的主幹，南部為卻勒塔格山，東、西部亦有坡地圍繞。區域內有木紮提河、喀普斯浪河、喀拉蘇河及克孜勒河等內陸河水系，形成諸多綠洲平原，此為人口聚集之處。

## 行政区划
拜城县下辖4个镇、10个乡：
拜城镇、铁热克镇、察尔其镇、赛里木镇、黑英山乡、克孜尔乡、托克逊乡、亚吐尔乡、康其乡、布隆乡、米吉克乡、温巴什乡、大桥乡、老虎台乡和大宛其农场。